# Liotina crenata
Liotina crenata là một loài ốc biển, là động vật thân mềm chân bụng sống ở biển thuộc họ Liotiidae.

## Phân bố

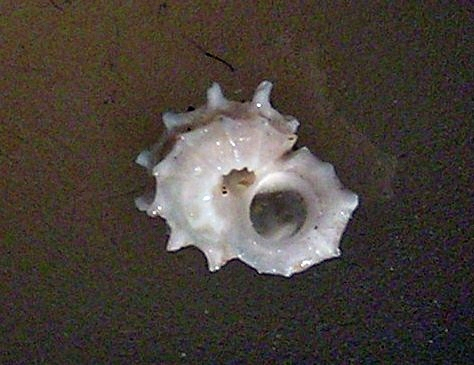
Apertural view

## Hình ảnh

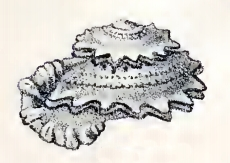
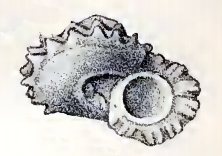